# Biserica de lemn din Ciungetu

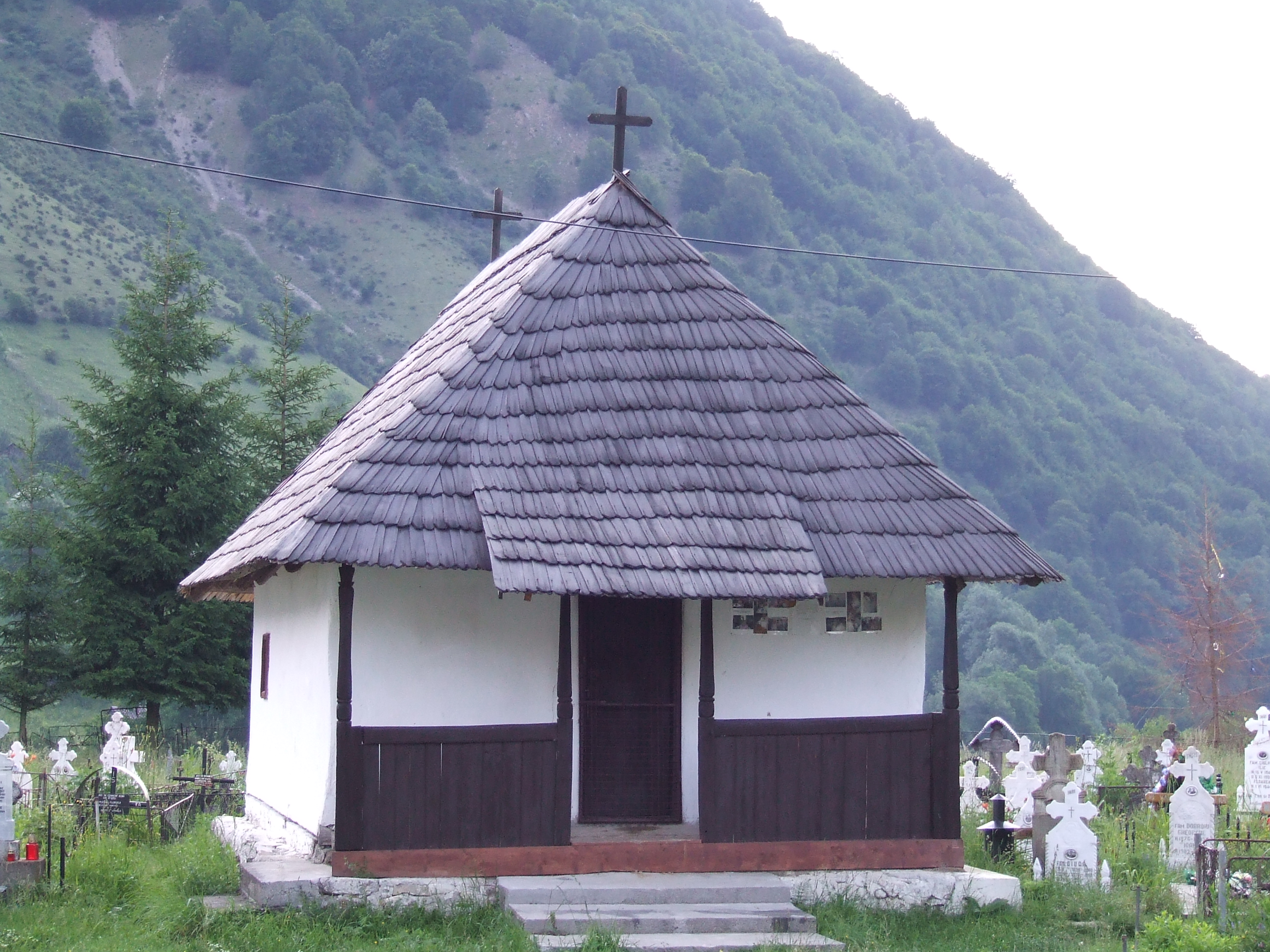
Biserica de lemn din Ciungetu, foto: 2009

Ctitori. Tablou colectiv în pronaosul bisericii. Foto: 2009

Biserica de lemn din Ciungetu comuna Malaia, județul Vâlcea, a fost construită în anul 1861. Are hramul „Sfinții Împărați”. Biserica se află pe lista monumentelor istorice sub codul LMI:  VL-II-m-B-09722.

## Istoric și trăsături
Biserica este construită din lemn de molid, peste care s-a aplicat tencuială pe interior și exterior. Pictura și iconografia îmbină armonios pictura țărănească, cu arta murală tradițională creștin-ortodoxă. Ctitorul bisericii Florea Ionescu, moșnean, împreună cu familia sa și cu sătenii care au contribuit la ridicarea lăcașului, apar într-un tablou colectiv în pronaos. 
Deasupra ușii de la intrarea în naos se păstrează pisania originară, scrisă cu chirilice, potrivit căreia biserica a fost înălțată în 1861, prin contribuția majorității sătenilor și că are hramul Sfinților Împărați Constantin și Elena. Se păstrează și numele zugravului, Nicolae Bunescu.